# Ернст фон Рат
Ернст фон Рат (нім. Ernst vom Rath; нар.3 червня 1909, Франкфурт-на-Майні — пом. 9 листопада 1938, Париж, Франція) — німецький дипломат, вбитий у Парижі єврейським біженцем Гершелем Грюншпаном. Вбивство фон Рата використали нацисти для початку серії погромів у Німеччині — «Кришталева ніч».

## Біографія
Народився в одній з аристократичних родин Пруссії. Після закінчення школи у Бреслау поступив до університету. Навчався в Бонні, Мюнхені та Кенігсбергу. По закінченні університету у 1932 році вступив до нацистської партії і скоро пішов на дипломатичну службу. Спочатку працював у німецькому посольстві в Бухаресті, а в 1935 році був переведений до Парижа, де обіймав посаду третього секретаря посольства.
7 листопада 1938 року фон Рат був тяжко поранений трьома пострілами з револьвера 17-річним єврейським біженцем з Польщі Гершелем Грюншпаном. Карл Брандт, приватний лікар Гітлера був відряджений до Парижа щоб врятувати фон Рата, але через два дні після замаху, 9 листопада 1938 року о 17:30 він помер.
Обставини замаху, та його мотиви досі залишаються до кінця неясними. За однією з версій, Грюншпан мстився за утиски євреїв у Німеччині, зокрема, за депортацію 15000 польських євреїв з окупованої Польщі, серед яких була його родина.
За версією німецького історика Ганса-Юргена Дьоршера, Рат і Грюншпан мали гомосексуальні зв'язки і вбивство сталося на ґрунті особистої сварки. Паспорт і віза Грюншпана вже були недійсні і фон Рат, обіцяв своєму коханцеві допомогти з отриманням документів. Коли фон Рат начебто не виконав свою обіцянку, Грюншпан вбив його. Гомосексуальний аспект справи дуже непокоїв нацистів, через це, показовий суд, який вони планували над Грюншпаном відкладали декілька разів.
Ця версію піддають критиці інші історики, оскільки адвокати Грюншпана намагалися побудувати захист на персональних мотивах вбивства, що могло врятувати юнака від гільйотини. Речових доказів попереднього знайомства фон Рата і Грюншпана не було знайдено. Нацисти використали вбивство фон Рата для початку систематичної кампанії терору і погромів проти євреїв Німеччини. Погроми 9-10 листопада 1938 року отримали назву «Кришталева ніч».